# Chaetomitrium tahitense
Chaetomitrium tahitense är en bladmossart som beskrevs av Mitten in Seemann 1873. Chaetomitrium tahitense ingår i släktet Chaetomitrium och familjen Hookeriaceae. Inga underarter finns listade i Catalogue of Life.